# 후데오카촌
후데오카촌(筆岡村)은 일본 가가와현 나카타도군에 설치되었던 촌이다. 현재의 젠쓰지시의 일부에 해당한다.